# حمرية جزرية
حمرية جزرية (الاسم العلمي: Erythrina insularis) هي نوع من النباتات تتبع جنس الحمرية من الفصيلة البقولية.